# Tom Laterza
Tom Laterza (Mondercange, 9 de maig de 1992) és un jugador de futbol luxemburguès, que actualment juga com a defensa per al CS Fola Esch.
Va néixer a Mondercange el 9 de maig de 1992. El seu debut oficial com a jugador de futbol va ser amb el filial del CS Sedan francès, l'any 2009. el 2012 va fitxar pel CS Fola Esch de Luxemburg. El mateix 2009 va debutar amb la Selecció de Luxemburg, amb qui ha disputat partits oficials de classificació per al Campionat d'Europa i la Copa del Món.